# Plouguenast-Langast
Plouguenast-Langast es una comuna nueva francesa situada en el departamento de Costas de Armor, de la región de Bretaña.

## Historia
Fue creada el 1 de enero de 2019, en aplicación de una resolución del prefecto de Costas de Armor de 19 de octubre de 2018 con la unión de las comunas de Langast y Plouguenast, pasando a estar el ayuntamiento en la antigua comuna de Plouguenast.

## Demografía
Según los datos aportados en la resolución del prefecto de Costas de Armor, la comuna se crea con 2557 habitantes.

## Composición
| Comuna fusionada | Código INSEE | Población (2016) | Superficie (km²) | Densidad (hab./km²) |
| ---------------- | ------------ | ---------------- | ---------------- | ------------------- |
| Langast          | 22100        | 637              | 20.45            | 31                  |
| Plouguenast      | 22219        | 1855             | 35.12            | 53                  |